# 石门颂
25°29′32″N 103°47′53″E / 25.49222°N 103.79806°E
石门颂，全名故司隶校尉楗为杨君颂，因刻于陕西褒城石门道西壁之上而得名，汉隶石刻代表作之一，与《郙阁颂》、《西狭颂》并称为“汉三颂”。
《石门颂》位于褒斜道南端，刻于东汉建和二年（148年），记载了当年司隶校尉杨涣屡次上书，终说服汉顺帝重新修复褒斜道的史籍。石门颂文章为汉中太守王升撰，共655字，分为22行，每行30、31個字不等。《石門頌》是石門摩崖石刻「漢魏十三品」中最為珍貴的石刻，堪稱漢代隸書中的珍品，1961年被中華人民共和國國家文物局列入第一批全國重點文物保護單位，1967年，因修建石门水库之故，石门颂被迁入汉中博物馆至今。
石门颂最初记载于郦道元《水经注》中，《金石录》中称为《杨厥碑》。该颂书法雄厚奔放，有“隶中草书”之称，影响深远。

## 碑文
故司隸校尉楗爲楊君頌
惟囗靈定位，川澤服躬，澤有所注，川有所通，余谷之川，其澤南隆，八方所達，益域為充，高祖受命，興於漢中。道由子午，出散入秦，建定帝位，以漢囗焉，後以子午，囗路囗難，更隨圍谷，復通堂光，凡此四道，垓鬲尤艱，至於永平其有四年，詔書開余，鑿通石門，中遭元二，西夷虐殘，橋梁斷絕，子午復循，上則縣峻，屈曲流顛，下則入囗，廎寫輸淵，平阿囗泥，常蔭鮮晏，木石相距，利磨确囗，臨危槍碭，履尾心寒，空與輕騎，遰囗弗前，惡虫囗狩，囗蛭毒囗，未秋截霜，稼苗夭殘，終年不登，匱餒之患。卑者楚惡，尊者弗安，愁苦之難，焉可具言，於是明知故司隸校尉楗為武陽楊君，厥字孟文，深執忠伉，數上秦請，有司議駮，君遂執爭，百遼咸從，帝用是聽，廢子由斯，得其度經，功飭爾要，敝而晏平，清涼調和，烝囗艾寧，至建和二年仲冬上旬，漢中大守楗為武陽王升字稚紀，涉歷山道，推序本原，嘉君明知，美其仁賢，勒石頌德，以明厥勳，其辭曰：君德明囗，囗煥彌光，刺過拾遺，厲清八荒，奉魁承杓，綏億衙彊，春宣聖恩，秋貶若霜，無偏蕩囗，貞雅以方，寧靜烝庶，政與乾通，輔主匡君，循禮有常，咸曉地理，知世紀綱，言必忠義。匪石厥章，囗弘大節，讜而益明，囗往卓今，謀合朝情，醳艱即安，有勳有榮，禹鑿龍門，君其繼縱，上順斗極，下答囗皇，自南自北，四海攸通，君子安樂，庶士悅囗，商人咸囗，農夫永同，春秋記異，今而紀功，垂流億載，世囗喋誦序曰，明哉仁知，豫識難易，原度天道，安危所歸，勤囗竭誠，榮名休麗，五官掾南鄭趙邵字季南，屬囗中囗漢彊字產伯，書佐西成王戒字文寶主，王府君閔谷道危難，分置六部道橋，特遣行丞事西成韓朗字顯公，都督掾南鄭魏整字伯玉，後遣趙誦字公梁案察，中曹卓行，造作石囗，萬世之基，或解高格，下就平易，行者欣然焉，伯玉即日徒署行丞事守安陽長。

## 歷代評論
- 清代王昶在《金石萃編》[7]中說：「是刻書體勁挺有姿致，與開通褒斜道摩崖錄字疏密不齊者，各具深趣，推為東漢人傑作。」
- 清代楊守敬在《評碑記》說：「其行筆真如野鶴閑鷗，飄飄欲山，六朝疏秀一派皆從此出」。
- 清代張祖翼為石門頌提拔時評道：「然三百年來習漢碑者不知凡幾，竟無人學《石門頌》者，蓋其雄厚奔放之氣，膽怯者不敢學，力弱者不能學也。」[8]

## 拓本
- 日本三井文庫藏《石門頌》宋拓本
- 《漢司隸校尉楊孟文石門頌》清拓本

## 外部連結
- 歷史文物陳列館－石門頌 （页面存档备份，存于）
- 書法空間－石門頌 （页面存档备份，存于）
- 書法字典－石門頌 （页面存档备份，存于）
- 書法欣賞－漢隸書欣賞《石門頌》日本二玄社清晰版 （页面存档备份，存于）
- 中國軍網－走進石門——夏湘平與《石門頌》 （页面存档备份，存于）
- 華話熱聞－漢隸極品——《石門頌》原石及拓本 （页面存档备份，存于）
- 書法第一網—隸中之草《石門頌》[永久]